# Break of Dawn (film)
Pour plus de détails, voir Fiche technique et Distribution.
Break of Dawn est un film d'animation japonais réalisé par Tomoyuki Kurokawa et sorti en 2022,.

## Synopsis
Été 2049, Yuma est un jeune garçon qui est passionné d'astronomie. Son quotidien est bouleversé par une rencontre soudaine avec un robot domestique du nom de Nanako qui sert de communication pour un extra-terrestre qui est coincé sur Terre depuis des années dû a un dysfonctionnement de son vaisseau. Ce dernier se cache dans l'appartement de Yuma seulement il va être démolie. Yuma et ses amis vont tout faire pour l'aider à retourner dans l'espace. 

## Fiche technique
Sauf indication contraire, les informations mentionnées dans cette section peuvent être confirmées par les bases de données cinématographiques IMDb et Allociné,  présentes dans la section « Liens externes ».
- Titre original : ぼくらのよあけ
- Réalisation : Tomoyuki Kurokawa
- Scénario : Dai Satō, d'après l'œuvre de Tetsuya Imai
- Musique : Masaru Yokoyama
- Costumes : Miyako Kano, Kiyotaka Nakahara
- Son : Masatoshi Katsumata, Akira Noguchi, Kisuke Koizumi
- Production : Kouhei Furukawa, Hideo Katsumata, Yukiya Sakikawa, Sachio Matsushita, Tatsumi Yoda, Yukio Kawasaki, Tomonori Furusako
- Société de production : Zero-G
- Société de distribution : Eurozoom
- Pays de production :  Japon
- Langue originale : japonais
- Format : couleur — 2,39:1 — son 5.1
- Genre : Animation
- Durée : 120 minutes
- Dates de sortie :
  - Japon : 21 octobre 2022
  - France : 19 février 2025

## Distribution
- Hana Sugisaki : Yuuma Sawatari
- Aoi Yūki : Nanako
- Natsumi Fujiwara : Shingo Kishi
- Nobuhiko Okamoto : Ginnosuke Tadokoro
- Inori Minase : Honoka Kawai
- Haruka Tomatsu : Wako Kishi
- Kana Hanazawa : Haruka Sawatari
- Yoshimasa Hosoya : Ryo Sawatari
- Romi Park : The February Dawn